# ムブルジ川
ムブルジ川（ドラアがわ、Mbuluzi River）は、エスワティニの河川。エスワティニの四大河川の一つである。ムブルジ川の源流は二つあり、ひとつはムババーネの北方のハイフェルト（高地地帯）に源を発する黒ムブルジ川であり、もう一つはミドルベルトのマンジニ近くに源を持つ白ムブルジ川（ムブルザネ川）である。両河川ともエスワティニ国内を西から東へと流れ、東端のルボンボ山脈の西で合流する。流域は主に国土の北東部であり、フラネロイヤル国立公園やシェウラ（Shewula）自然保護区を流域に持つ。エスワティニの主要なダムであるムニョリ（Mnjoli）ダムがムルメの近郊にあり、ムルメ周辺のサトウキビ農園へ灌漑用水を供給している。モザンビーク領内に入ると、ペケノス・リボンボス（Pequenos Libombos）ダムを抜けた後、マプト湾にそそぎこむ。
同国北西部のホホ地方にある黒ムブルジ川の水源に近いハワネ（Hawane）ダム一帯にはKniphofia umbrinaなどの生える草地があり、ラナーハヤブサ、エジプトガン、ヒメヤマセミ、シロガオリュウキュウガモ、ホオカザリヅルなどの鳥類が生息している。2013年にラムサール条約登録地となった。